# Lucha Underground
Lucha Underground war eine Fernsehserie der United Artists Media Group über eine fiktionale Wrestling-Show. Sie wurde wöchentlich auf Englisch auf dem von Robert Rodriguez gegründeten Fernsehsender El Rey Network ausgestrahlt. Eine Ausstrahlung auf Spanisch übernahm der US-amerikanische Fernsehsender UniMás. Die Wrestler stammen überwiegend aus verschiedenen US-amerikanischen Independent-Wrestling-Promotions sowie aus Asistencia Asesoría y Administración (AAA), der größten Promotion Mexikos, die außerdem prozentual an der Show beteiligt ist. Ihre Premiere hatte die Serie am 29. Oktober 2014.

## Hintergrund
Im Januar 2014 gab Mark Burnett von One Three Media bekannt, dass er zusammen mit Robert Rodriguez’ Fernsehsender El Rey Network eine neue Serie in Zusammenarbeit mit der mexikanischen Wrestling-Promotion Asistencia Asesoría y Administración (AAA) realisieren wolle. Als Starttermin wurde Mitte 2014 angepeilt. Im Juli 2014 wurde die Show als Lucha: Uprising angekündigt. August 2014 erhielt die Show ihren endgültigen Namen Lucha Underground, zudem wurden die ersten Wrestler-Namen bekannt gegeben: Sexy Star, Fénix, Drago und Pentagón Jr. Die Aufnahmen zur Serie fanden ab dem 6. September 2014 vor Livepublikum in Boyle Heights, Los Angeles, statt.
Die Pilotepisode wurde am 29. Oktober 2014 auf dem El Rey Network ausgestrahlt und erscheint seitdem immer mittwochs zur Hauptsendezeit. Die spanischsprachige Erstausstrahlung erfolgte wenige Tage später, am 1. November 2014, auf dem spanischsprachigen Fernsehsender UniMás. Dort wird die Serie samstags ausgestrahlt.
Staffel 2 hatte ihre Premiere am 27. Januar 2016. Im Frühjahr 2016 wurde eine dritte Staffel bekannt gegeben.
Die deutsche Erstausstrahlung erfolgt ab dem 10. Dezember 2016 auf TNT Serie.
Die Serie wurde am 7. November 2018 aufgrund fehlender finanzieller Mittel eingestellt.

## Handlung
Die Serie ist im typischen Stil einer Wrestling-Show gehalten und handelt von einem sogenannten „Temple“, wie die Arena von den Wrestlern und Offiziellen genannt wird. Das einstündige Programm besteht aus Wrestling-Matches, die in voller Länge und ohne Werbeunterbrechung ausgestrahlt werden, Interview-Segmenten sowie kleinen Storyline-Filmen.
Die musikalische Untermalung des Programmes stammt von verschiedenen Künstlern aus der Punk- und Ska-Szene der Vereinigten Staaten sowie Mexiko. Eine weitere Spezialität sind die sogenannten „Aztec Warfare Matches“, die einmal pro Staffel gezeigt werden. Dabei handelt es sich um eine episodenfüllende Battle Royal.
Der Promoter Dario Cueto (gespielt von Schauspieler Luis Fernandez-Gil) wird als Heel dargestellt, der seine Macht und seinen Einfluss nutzt, um die „Guten“ unten zu halten und den Heels einen Vorteil zu verschaffen. Er führt die Liga mit strenger Hand und setzt die Matches an. In der Debütepisode gewann Johnny Mundo den Hauptkampf. Erster „Lucha Underground Champion“ wurde am 7. Januar 2015 Prince Puma als Sieger des ersten „Aztec Warfare Matches“. Daneben existiert seit dem 22. April 2015 der „Lucha Underground Trios Championship“. Der Gürtel wird an Mitglieder eines Trios verliehen und ersetzt den normalerweise üblichen Tag-Team-Gürtel. Diesen konnten sich als erste Angélico, Ivelisse und Son of Havoc sichern. Im August 2015 fand das erste Megaevent Ultima Lucha 1 statt. Auch im mexikanischen Wrestling ist Lucha Underground präsent, so vertraten Johnny Mundo, Angélico, Alberto El Patrón, El Mesías (Mil Muertes), Brian Cage und der Offizielle Marty Elias die Show beim vom AAA veranstalteten Lucha Libre World Cup 2015, ein Jahr später waren Johnny Mundo, Brian Cage und Chavo Guerrero Jr. als „Team Lucha Underground“ vertreten.
Im Laufe der ersten Staffel versucht die Wrestlerin Black Lotus Cueto zu töten. Sie wird unterstützt von dem mysteriösen Wrestler El Dragon Azteca. Der Plan scheitert jedoch und Black Lotus tötet ihren Mentor. Am Ende der ersten Staffel verlassen die Wrestler nach dem Tod von El Dragon Azteca die Arena und beschließen, eine neue Zufluchtstätte zu finden. Dario Cueto wurde von dieser Rebellion überrascht und floh mit Lotus sowie seinem Bruder Matanza in einem SUV.
Die zweite Storyline setzt nach diesen Ereignissen ein. Cueto wird vermisst und währenddessen leiten Catrina und Mil Muertes den Temple. Cueto kehrt im Laufe der Handlung zurück und es stellt sich heraus, dass er während seiner Abwesenheit seinen Bruder Matanza in einem Underground-Fight-Club trainierte. Dieser gewinnt anschließend das „Aztec Warfare II“-Match und wird neuer Champion. Dadurch gewinnt Cueto die Kontrolle über den Temple zurück.

## Rezeption
Obwohl es sich beim Wrestling um keinen Sport im eigentlichen Sinne handelt, wurde über die Serie in der Sportsendung SportsCenter auf ESPN berichtet. Über Lucha Underground wurde außerdem in verschiedenen Medien wie IGN, Forbes, sowie dem Rolling Stone berichtet. Sie fand sowohl Wohlwollen in den Medien der Wrestling-Szene als auch in etablierten Medien. So fanden alleine zwei Matches Eingang in die Liste der 10 besten Wrestling Matches 2015 der US-amerikanischen Fernseh-Website Uproxx.com.